# Витебск
Витебск или Вицебск (на беларуски: Ві́цебск; на руски: Витебск; на полски: Witebsk) е град в Беларус, административен център на Витебска област. Разположен е близо до границата с Русия и Латвия. Населението на града е 370 298 души (по приблизителна оценка от 1 януари 2018 г.) – трети в страната след столицата Минск и Гомел.

## География
Градът е разположен в североизточен Беларус в Беларуското поезерие – област на множество ледникови езера – и на живописните брегове на три реки: Западна Двина, Витба и Лучоса.

## История
Витебск е едно от най-старите селища в Европа. Според легенда Витебск е основан през 974 г. от принцесата на Киевска Рус Олга. Но първите данни за града в хрониките датират от 1021 г. От ранни времена градът бил познат като „воин“, така че не е случайно, че древният им символ представлявал ездач с щит и копие.
От 1802 до 1924 година градът е център на Витебска губерния.

## Култура
Днес Витебск е основен научен, културен и индустриален център на Беларус. Беларуският държавен академичен театър, наречен на Якуб Колас, е един от най-старите в държавата. Въпреки че Витебск преживява много войни, в него са запазени редица архитектурни забележителности: Дворец на губернатора, църква „Св. Барбара“ (католическа), църква „Св. Михаил“ и няколко сгради на католически манастири.

## Известни личности
Родени във Витебск
- Жорес Алфьоров (р. 1930), физик
- Иван Солертински (1902 – 1944), музиковед
- Марк Шагал (1887 – 1985), художник

Други личности, свързани с Витебск
- Казимир Малевич (1878 – 1935), художник, преподава в града през 1919 – 1922